# Йеромонах
Йеромонах  (на гръцки: Ἱερομόναχος: от Ἱερος – „свят, свещен“ и μοναχός – „един, сам“) в Православната църква е монах, който е приел свещенически сан.
В бялото духовенство еквивалентът e протойерей. Въпреки че стои под архимандрита в номенклатурата на църковната йерархия при черното духовенство, той е равен по права с него, различава ги единствено степента на признание.
Йеромонахът може както да бъде игумен на манастир, така и да бъде ръкополаган за епископ.
Протоколното обръщение към йеромонаха е „Ваше всепреподобие“.